# 迷宫组曲 米龙的大冒险
《迷宫组曲 米龙的大冒险》是一款由Hudson Soft公司制作和发行的动作冒险类游戏。本游戏于1986年11月13日在日本地区在任天堂Famicom（紅白機）平台发行。1988年9月在北美地区发行。
玩家控制着米龙进行跑步、跳跃和射击气球。玩家从一个四层的城堡底楼出发，向上进发。城堡的每个房间都充满了敌人和隐藏物品。

## 劇情
故事發生在「厄普西隆星」，星球上的人僅靠觸碰就可以互相交流，無需文字和語言，更可以用樂器進行遠距離的溝通。頂著睡帽、身穿吊帶褲子的遊戲主人公米龍（日语：ミロン）卻沒有這種特殊能力，他對此感到困惑。一天，米龍決意四處探索，希望找到跟他一樣的人。出發之前，米龍到格蘭德城堡（日语：ガーランド城）拜見艾爾斯拉（日语：エルシラ）公主（北美版設定則為伊莉莎皇后（Queen Eliza））。他剛到達，來自北方的魔人馬哈勒圖（日语：マハリト）就攻擊米龍的村莊伊絲塔（日语：イシュタル），馬哈勒圖洗劫了村民的樂器，佔據了格蘭德城堡，更把艾爾斯拉公主軟禁在城堡裡。米龍自告奮勇進入城堡拯救艾爾斯拉公主和村民的樂器。但是城堡的各個房間都像迷宮一樣，充滿了秘道和機關，而且有馬哈勒圖的魔物軍團肆虐，所以城堡的魔法師把魔法泡泡送給米龍，幫助他打倒魔物，找出收藏在城堡各處的工具、秘寶和金錢，救出公主。